# Mjøndalen Idrettsforening 1982
Questa voce raccoglie le informazioni riguardanti il Mjøndalen Idrettsforening nelle competizioni ufficiali della stagione 1982.

## Rosa
| N. |                     | Ruolo | Calciatore          |
| -- | ------------------- | ----- | ------------------- |
|    | Norvegia (bandiera) | D     | Steinar Aulie       |
|    | Norvegia (bandiera) | D     | Kai Petter Johansen |
|    | Norvegia (bandiera) | C     | Odd Johnsen         |

| N. |                     | Ruolo | Calciatore          |
| -- | ------------------- | ----- | ------------------- |
|    | Norvegia (bandiera) | C     | Arnt Kortgaard      |
|    | Norvegia (bandiera) | A     | Per Terje Markussen |
|    | Norvegia (bandiera) | A     | Egil Solberg        |

## Risultati

### Campionato

#### Girone di andata
| Lillestrøm 25 aprile 1982 | Lillestrøm | 2 – 1 | Mjøndalen | Åråsen Stadion |

| Kristiansund 2 maggio 1982 | Mjøndalen | 1 – 0 | HamKam | KFK's Stadion |

| Bryne 9 maggio 1982 | Bryne | 0 – 0 | Mjøndalen | Bryne Stadion |

| Nedre Eiker 16 maggio 1982 | Mjøndalen | 1 – 0 | Moss | Nedre Eiker Stadion |

| Kongsvinger 20 maggio 1982 | Mjøndalen | 4 – 1 | Molde | Gjemselund Stadion |

| Trondheim 24 maggio 1982 | Rosenborg | 3 – 1 | Mjøndalen | Lerkendal Stadion |

| Nedre Eiker 31 maggio 1982 | Mjøndalen | 1 – 0 | Vålerengen | Nedre Eiker Stadion |

| Stavanger 7 giugno 1982 | Viking | 2 – 2 | Mjøndalen | Stavanger Stadion |

| Nedre Eiker 13 giugno 1982 | Mjøndalen | 2 – 0 | Fredrikstad | Nedre Eiker Stadion |

| Kristiansand 27 giugno 1982 | Start | 3 – 0 | Mjøndalen | Kristiansand Stadion |

| Nedre Eiker 30 giugno 1982 | Mjøndalen | 2 – 1 | Sogndal | Nedre Eiker Stadion |

#### Girone di ritorno
| Nedre Eiker 2 agosto 1982 | Mjøndalen | 2 – 1 | Lillestrøm | Nedre Eiker Stadion |

| Hamar 8 agosto 1982 | HamKam | 1 – 1 | Mjøndalen | Briskeby Gressbane |

| Kristiansund 15 agosto 1982 | Mjøndalen | 3 – 0 | Bryne | Gressbanen |

| Moss 18 agosto 1982 | Moss | 2 – 0 | Mjøndalen | Melløs Stadion |

| Molde 22 agosto 1982 | Molde | 2 – 2 | Mjøndalen | Molde Stadion |

| Nedre Eiker 29 agosto 1982 | Mjøndalen | 1 – 0 | Rosenborg | Nedre Eiker Stadion |

| Oslo 5 settembre 1982 | Vålerengen | 4 – 0 | Mjøndalen | Ullevaal Stadion |

| Nedre Eiker 12 settembre 1982 | Mjøndalen | 2 – 1 | Viking | Nedre Eiker Stadion |

| Fredrikstad 26 settembre 1982 | Fredrikstad | 4 – 2 | Mjøndalen | Fredrikstad Stadion |

| Bergen 3 ottobre 1982 | Mjøndalen | 0 – 2 | Start | Brann Stadion |

| Kopervik 10 ottobre 1982 | Sogndal | 0 – 0 | Mjøndalen | Åsebøen Stadion |

### Coppa di Norvegia
|  | Mjøndalen | 2 – 2 (d.t.s.) | Ullern |  |

|  | Ullern | 0 – 1 | Mjøndalen |  |

|  | Ørn | 0 – 2 | Mjøndalen |  |

|  | Mjøndalen | 2 – 1 | Teie |  |

|  | Steinkjer | 1 – 2 | Mjøndalen |  |

|  | Brann | 4 – 2 | Mjøndalen |  |